# 호저면
호저면(好楮面)은 대한민국 강원특별자치도 원주시의 면(面)이다. 만종역과 만종 분기점이 있는 만종리가 호저면의 월경지이다.
좋을 호(好)에 닥나무 저(楮)를 사용하는 호저면 지명의 한지의 원료인 닥나무의 역사적 흔적이 그대로 남아있다.

## 역사
- 호매곡면, 저전동면
- 1914년: 호저면으로 통합
- 1973년 7월 1일 : 가현리가 원주시로, 지정면 무장리가 본면으로 편입됨[1]

## 법정리
- 주산리(珠山里)
- 만종리(萬鐘里)
- 무장리(茂長里)
- 옥산리(玉山里)
- 대덕리(大德里)
- 고산리(高山里)
- 광격리(光格里)
- 산현리(山峴里)
- 매호리(梅湖里)
- 용곡리(龍谷里)

## 교통
만종리에 중앙고속도로와 영동고속도로가 만나는 만종 분기점과 경강선(강릉선 KTX) 만종역이 있다.